# Frankenia pseudoflabellata
Frankenia pseudoflabellata är en frankeniaväxtart som beskrevs av Victor Samuel Summerhayes. Frankenia pseudoflabellata ingår i släktet frankenior, och familjen frankeniaväxter. Inga underarter finns listade i Catalogue of Life.